# Rechtsmarketing
Das Rechtsmarketing bezeichnet das Marketing von Rechtsanwälten, anderen Rechtsdienstleistern und selten auch der Justiz (z. B. für Auktionen).
Das anwaltliche Marketing-Konzept unterliegt, zumindest was die Prozessvertretung angeht, der Besonderheit einer weitreichenden Preis- und Standortbindung, so dass konzeptionelle Spielräume bei der Ausgestaltung des Dienstleistungsangebots und der Werbung verbleiben. Aus wirtschaftswissenschaftlicher Sicht bildet das Rechtsmarketing eine neue Spezialisierungsform. Seit dem Fall des faktischen Werbeverbots ist Rechtsanwälten in den gesetzlichen Grenzen, insbesondere der §§ 6 ff. BORA, § 43b BRAO und der §§ 1 und 3 UWG, gestattet, Werbung zu betreiben. Als Werbeformen soll dabei nur auf sachliche und informative Werbung zurückgegriffen werden. Besondere Formen der Werbung, wie etwa das Schreiben eines Buches als Gegenstand des anwaltlichen Marketing sind dabei auch anzutreffen und gelten als Alleinstellungsmerkmal. Besondere Bedeutung hat das Rechtsmarketing für Großkanzleien nach anglo-amerikanischem Vorbild, den sogenannten Law firms. Hier gehören groß angelegte Werbeaktionen und auch die pro bono (ehrenamtliche) Übernahme von Mandaten bereits mit zum Marketingkonzept.